# Saint George (Alaska)
Pour les articles homonymes, voir Saint-Georges.
Saint-George est l'unique village de l'île éponyme, située dans la mer de Béring entre 300 et 400 km au large des côtes de l'Alaska (États-Unis), à laquelle elle est rattachée. Au recensement de 2010, sa population est de 102 habitants.

## Géographie
Selon le bureau de recensement américain, la superficie totale de Saint-George est de 472,3 km2 dont 90 km2 de terre, correspondant à l'intégralité de l'île Saint-George, et 382,3 km2 d'eau.

### Climat
| Mois                                  | jan.     | fév.     | mars     | avril    | mai     | juin    | jui.    | août    | sep.    | oct.    | nov.     | déc.     | année    |
| ------------------------------------- | -------- | -------- | -------- | -------- | ------- | ------- | ------- | ------- | ------- | ------- | -------- | -------- | -------- |
| Température minimale moyenne (°C)     | −4,5     | −3,9     | −4,4     | −2,1     | 0,9     | 4,3     | 7,1     | 8,1     | 6       | 2,2     | −0,9     | −3,4     | 0,6      |
| Température moyenne (°C)              | −2,6     | −1,9     | −2,3     | 0        | 3,1     | 6,4     | 8,9     | 9,8     | 7,9     | 4,2     | 1,1      | −1,2     | 2,7      |
| Température maximale moyenne (°C)     | −0,6     | 0,2      | −0,2     | 2,1      | 5,4     | 8,6     | 10,7    | 11,5    | 9,8     | 6,3     | 3,1      | 0,9      | 4,7      |
| Record de froid (°C) date du record   | −18 2012 | −21 2012 | −20 2010 | −19 2012 | −9 2012 | −3 1999 | −1 2012 | 0 2008  | −3 2012 | −9 1999 | −10 2009 | −16 1999 | −21 2012 |
| Record de chaleur (°C) date du record | 6 2004   | 7 2019   | 7 2019   | 9 2020   | 17 1997 | 17 2015 | 22 2014 | 19 2019 | 15 2016 | 11 2018 | 8 2018   | 7 2018   | 22 2014  |
| Précipitations (mm)                   | 30       | 31,2     | 20,1     | 26,2     | 29,5    | 29,2    | 48,3    | 61,2    | 63,2    | 75,4    | 55,9     | 50,5     | 520,7    |
| Nombre de jours avec précipitations   | 13,8     | 14,1     | 11,1     | 12,3     | 13,1    | 11,5    | 14,5    | 17,2    | 19,1    | 22,9    | 21       | 18,7     | 189,3    |

## Géographie

### Démographie
| Groupe               | Saint George | Alaska | États-Unis |
| -------------------- | ------------ | ------ | ---------- |
| Autochtones d'Alaska | 88,2         | 14,8   | 0,9        |
| Blancs               | 9,8          | 66,7   | 72,4       |
| Métis                | 2,0          | 7,3    | 2,9        |
| Autres               | 0,0          | 11,2   | 23,8       |
| Total                | 100          | 100    | 100        |
|                      |              |        |            |
| Latino-Américains    | 1,0          | 5,5    | 16,7       |

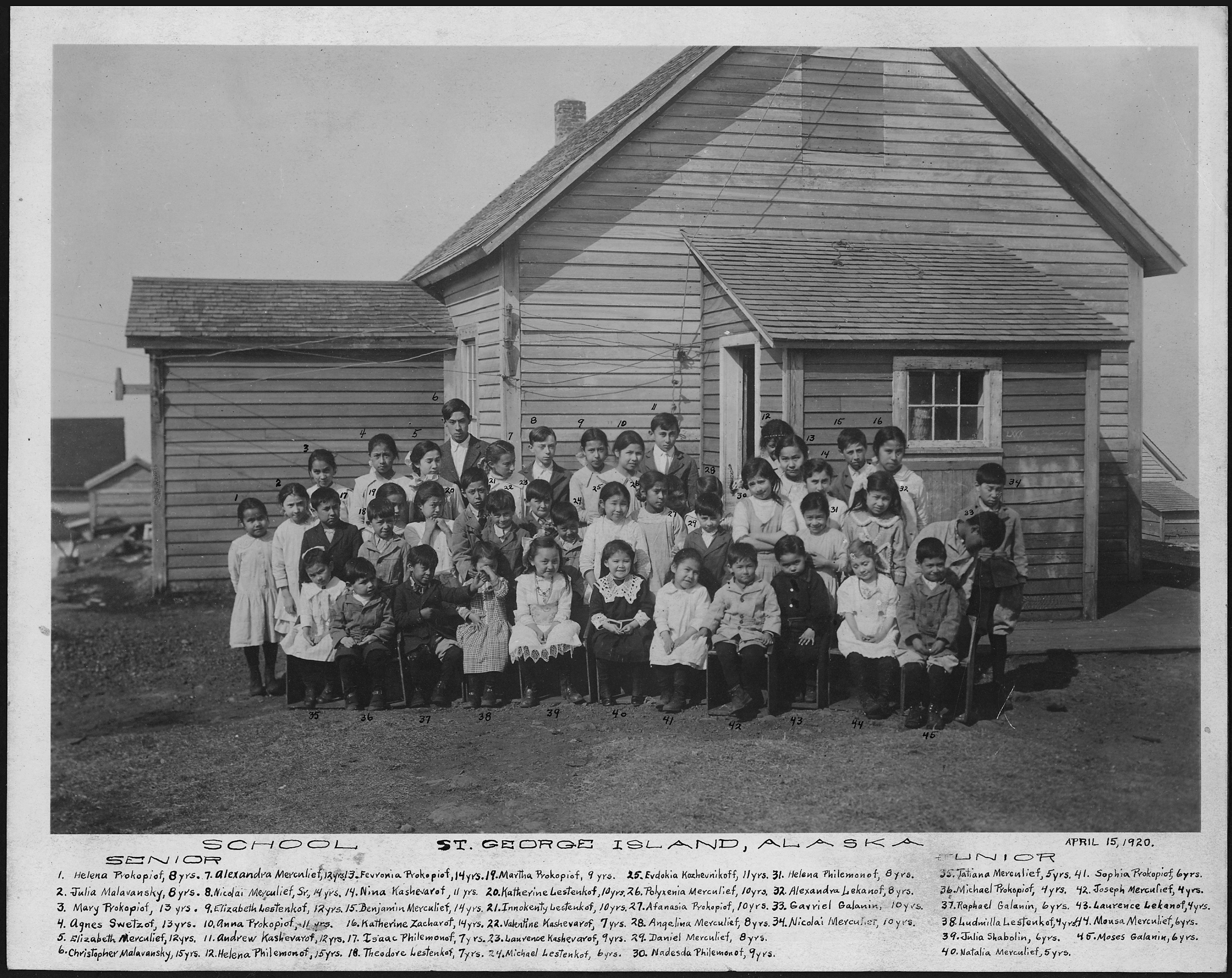
L'école de St. George, en 1920.

Selon l'American Community Survey, pour la période 2011-2015, 42 personnes âgées de plus de 5 ans déclarent parler l'anglais à la maison, neuf l'aléoute et deux l'espagnol.
| 1880 | 1890 | 1910 | 1920 | 1930 | 1940 | 1950 | 1960 |
| ---- | ---- | ---- | ---- | ---- | ---- | ---- | ---- |
| 92   | 93   | 90   | 138  | 153  | 183  | 187  | 264  |

| 1970 | 1980 | 1990 | 2000 | 2010 | - | - | - |
| ---- | ---- | ---- | ---- | ---- | - | - | - |
| 163  | 158  | 138  | 152  | 102  | - | - | - |